# Metal Storm (веб журнал)
Metal Storm — вебжурнал, що спеціалізується на різноманітних жанрах важкого металу. Заснований в Таллінні 2000 року поступово зорієнтував свою діяльність на міжнародну аудиторію. Містить базу виконавців і колективів, періодично займається рецензуванням альбомів та надає можливість зареєстрованим учасникам вести тематичні обговорення.